# Sobůlky
Sobůlky är en ort i Tjeckien.   Den ligger i regionen Södra Mähren, i den sydöstra delen av landet, 230 km sydost om huvudstaden Prag. Sobůlky ligger 232 meter över havet och antalet invånare är 882.
Terrängen runt Sobůlky är platt söderut, men norrut är den kuperad. Terrängen runt Sobůlky sluttar söderut. Runt Sobůlky är det ganska tätbefolkat, med 230 invånare per kvadratkilometer. Närmaste större samhälle är Kyjov, 3,3 km öster om Sobůlky. Trakten runt Sobůlky består till största delen av jordbruksmark.